# Liste der Monuments historiques in Montrevel-en-Bresse
Die Liste der Monuments historiques in Montrevel-en-Bresse führt die Monuments historiques in der französischen Gemeinde Montrevel-en-Bresse auf.

## Liste der Bauwerke
| Bezeichnung         | Beschreibung | Standort                  | Kennzeichnung | Schutzstatus | Datum | Bild |
| ------------------- | ------------ | ------------------------- | ------------- | ------------ | ----- | ---- |
| Bauernhaus          |              | Route du Sougey (Lage)    | PA00116438    | Classé       | 1946  |      |
| Manoir de la Charme |              | Route de la Charme (Lage) | PA00116439    | Inscrit      | 1987  |      |

## Liste der Objekte
- Monuments historiques (Objekte) in Montrevel-en-Bresse in der Base Palissy des französischen Kultusministeriums